# Olof Hallrup
Karl Olof Torsten Hallrup, född 27 april 1958, är en svensk affärsutvecklare och riskkapitalist.
Olof Hallrup är jur.kand., civilekonom och fil.kand. i handelsrätt. Han är huvudägare i First Kraft AB och dess dotterföretag Karlo Hallrup AB och största ägare och styrelseordförande i det 2001 grundade börsnoterade dataprogramföretaget Fortnox. 
Han har varit aktiemäklare och arbetat inom Kinnevik och Stena under 1980- och 1990-talen. 